# 別德里基夫齊 (戈羅多克區)
49°12′53″N 26°32′43″E / 49.21472°N 26.54528°E
貝德里基夫齊（烏克蘭語：Бедриківці）是位於烏克蘭西部的村莊，由赫梅利尼茨基州裡赫梅利尼茨基區的霍羅多克市鎮負責管轄。該村始建於1493年，面積2.54平方公里，海拔高度259米，2001年人口983。